# Graciela Quan
Graciela Quan Valenzuela (* 1911 in Guatemala-Stadt; † 22. Januar 1999 ebenda) war eine guatemaltekische Anwältin, Frauenrechtlerin und Aktivistin. Sie setzte sich für das Frauenwahlrecht ein und verfasste einen Entwurf für das guatemaltekische Wahlrechtsgesetz. Sie war auch Sozialarbeiterin, Beraterin des Präsidenten von Guatemala, Delegierte bei den Vereinten Nationen und Präsidentin der Inter-American Commission of Women der Organisation Amerikanischer Staaten.

## Leben
Quan wurde 1911 in Guatemala geboren und schloss ihr Studium an der Universidad de San Carlos de Guatemala 1942 als erste Anwältin des Landes ab. Sie war die letzte Frau, die einen Abschluss machte, bevor den Frauen die Bürgerrechte gewährt wurden.
In ihrer Dissertation Ciudadanía opcional para la mujer guatemalteca („Optionale Staatsbürgerschaft für Frauen aus Guatemala“) schlug sie einen Gesetzesentwurf vor, der Frauen das Bürgerrecht gewähren sollte.
1944 gründete Quan mit einer Gruppe von Frauen, darunter Gloria Menéndez Mina, Angelina Acuña, Elisa Hall de Asturias und Irene de Peyré, die Unión Femenina Guatemalteca Pro-ciudadanía (UFGP) („Union der guatemaltekischen Frauen für Staatsbürgerschaft“), die sich für die Anerkennung ihrer Bürgerrechte, einschließlich des Wahlrechts für Frauen, einsetzte. Die Gruppe führte eine landesweite Kampagne durch, um das Frauenwahlrecht in der verfassungsgebenden Versammlung durchzusetzen, die 1945 nach dem Sturz des diktatorischen Präsidenten Jorge Ubico Castañeda einberufen worden war. Durch die Veranstaltung von Kongressen, das Verfassen von Zeitungsartikeln und das Einreichen von Petitionen an die Mitglieder der Versammlung gelang es den Frauen der UFGP im Februar, in der neuen Verfassung das Bürgerrecht, einschließlich des Wahlrechts, allerdings nur für „gebildete Frauen über 18 Jahren“ durchzusetzen.
Sie war eine der Organisatorinnen des Primer Congreso Interamericano de Mujeres organisierten, der von der Unión Democrática de Mujeres am 27. August 1947 in Guatemala-Stadt ausgerichtet wurde und dessen Hauptthema die Gleichstellung von Männern und Frauen war. Im selben Jahr war sie eine der Gründerinnen des Altrusa Club Guatemala, einer Mitgliedsorganisation der gemeinnützigen Altrusa International. Das ursprüngliche Ziel des Clubs war es, verarmten Mädchen eine Ausbildung zu ermöglichen; später wurde das Engagement auf die Unterstützung von Straßenkindern und die Gründung der städtischen Kinderbibliothek ausgeweitet.
Quan war 1956 bis 1957 Delegierte Guatemalas bei den Vereinten Nationen und Beraterin von Präsident Carlos Castillo Armas in sozialen Fragen. Zwischen 1957 und 1961 war Quan Vertreterin Guatemalas in der Inter-American Commission of Women der Organisation Amerikanischer Staaten und deren Präsidentin.
Aufgrund ihrer Erfahrungen in der Menschenrechtskommission der Vereinten Nationen und ihrer sozialen Arbeit in Guatemala wurde sie 1978 als regionale Beraterin für Frauenfragen in Lateinamerika der United States Agency for International Development   empfohlen.
Quan starb 1999 in Guatemala-Stadt.